# Забастовка на Западном побережье (1934)
Забастовка на Западном побережье США (англ. West Coast waterfront strike of 1934) — забастовка грузчиков на Западном побережье США, длившаяся 83 дня; началась 9 мая 1934 года и включала в себя «Кровавый четверг», когда погибли 2 рабочих. Переросла во Всеобщую забастовку в Сан-Франциско, в ходе которой вся экономическая жизнь в главном портовом городе была остановлена на 4 дня. Результатом забастовки стало объединение всех портовых рабочих западного побережья в профсоюзы; профсоюз ILWU продолжает вспоминать «Кровавый четверг», закрывая все порты побережья каждый год 5 июля.